# Marcellino Mariucci
Marcellino Gaspare Mariucci (Roma, 3 marzo 1961) è un conduttore televisivo, conduttore radiofonico e attore italiano.

## Biografia
Laureato in giurisprudenza, presta servizio militare come ufficiale di complemento in Marina. Comincia da giovanissimo ad appassionarsi al mondo della televisione e del cinema.
Nel 1984 è autore e conduttore di programmi per ragazzi su GBR; poi si trasferisce all'estero: nel 1992 è pr e ufficio stampa per i Warner Bros. Studios, nel 1994 first assistant location manager per il film Water world e nel 1995 responsabile delle relazioni esterne degli Hollywood Studios.
Nel 1997 torna in Italia e collabora ai testi di Unomattina estate. Nel 1998 collabora ai testi di Casa amore & fantasia su TMC; nello stesso anno è la volta di Crociera su Rai 2, sempre come collaboratore ai testi.
Intanto, dopo le prime esperienze come attore alla fine degli anni ottanta (È proibito ballare di Pupi Avati come protagonista, Dad has a bad reputation di F. Forshyt per Rai 1 e Casa Vianello per Canale 5), nel 1998 è la volta di I cavalieri che fecero l'impresa di Avati, di La squadra su Rai 3 nel 1999 e di Camici bianchi su Canale 5 nel 2000.
Dal 1998 al 2000 è coautore e conduttore del programma di Radio Due Che lavoro fai? insieme a Aldo Tirone, a febbraio 2000 inizia Easy Driver come inviato negli U.S.A. per le gare di Formula Indy su Rai 1; durante lo stesso periodo estivo è conduttore presso lo Studio Virtuale di alcune repliche di Easy Driver.
Nella stagione 2001-2002 passa alla conduzione del programma di Rai 1 dedicato alle auto, insieme a Luana Ravegnini, dopo pochi mesi arriva ad affiancarlo Cristina Bigongiali e nell'ottobre del 2002 Ilaria Moscato, con la quale ha condotto il programma per 10 stagioni. 
Continua alla radio nel 2007 con due puntate di Due di Notte su Radio Due, mentre è autore e conduttore di sei puntate su Radio 3 di Là tutto è Grande trasmesse il sabato e la domenica mattina.
Negli anni 2020 conduce IsoDriver su Isoradio.